# 渡辺栄蔵
渡辺 栄蔵（わたなべ えいぞう、天保4年（1833年）‐明治34年（1901年））は明治時代の浮世絵版画の彫師。

## 略歴
横川竹二郎の門下。小泉巳之吉、太田駒吉にも師事している。彫栄、ホリエイ、彫工渡辺栄蔵と号す。豊原国周、2代目歌川国貞、2代目歌川国輝、安達吟光、月岡芳年の錦絵に名前がみられる。また、錦絵新聞『東京日々新聞』の彫りの大半を担当したほか、『郵便報知新聞』の一部の彫りを担当していた。享年69。
門弟に渡辺弥太郎、和田勇次郎らがいる。

## 作例
- 豊原国周 「国姓爺合戦 岩井半四郎・河原崎三升・市川左団次」 大判3枚続 文久3年
- 2代目歌川国貞 「末広五十三次 程ケ谷」 大判 慶応1年
- 2代目歌川国輝 「大集諸色能大さがり」 大判3枚続 慶応3年
- 安達吟光 「白浪五人男の内」 大判5枚続 明治7年
- 月岡芳年 「吾妻絵姿烈女競 関鉄之助妾いの」 大判 明治13年